# Halové mistrovství České republiky v atletice 1998
Halové mistrovství ČR v atletice 1998 se uskutečnilo ve dnech 14.–15. února 1998 v Praze.

## Medailisté

### Muži
| Soutěž                         | Zlato                                                                         | Stříbro                                                                   | Bronz                                                                         |
| 60 m                           | Radek Řechka a Martin Morkes 6.77                                             | xx                                                                        | Ludvík Bohman 6.85                                                            |
| 200 m                          | Martin Morkes 21.34                                                           | Radek Zachoval 21.88                                                      | Roman Zubek 22.14                                                             |
| 400 m                          | Jan Poděbradský 46.78                                                         | Michal Škvára 48.04                                                       | Radek Votava 48.12                                                            |
| 800 m                          | Karel Znojil 1:52.22                                                          | Filip Jedlík 1:52.64                                                      | Michal Šneberger 1:52.66                                                      |
| 1500 m                         | Michael Nejedlý 3:49.96                                                       | Martin Jareš 3:51.98                                                      | Radim Matyáš 3:53.06                                                          |
| 3000 m                         | Michael Nejedlý 8:09.30                                                       | Zdeněk Forster 8:12.56                                                    | Petr Pícha 8:14.53                                                            |
| 60 m př.                       | Tomáš Dvořák 7.80                                                             | Jan Grabmüller 7.96                                                       | Roman Šebrle 7.97                                                             |
| 4 × 200 m                      | Martin Morkes Michal Škvára Ludvík Bohman Jan Poděbradský Dukla Praha 1:26.47 | Roman Zubek Radek Zachoval Jan Hanzl Jaroslav Teplý Dukla Praha B 1:30.07 | Karel Hermann Lukáš Drbohlav Lukáš Hermann Martin Košťál AC Pardubice 1:31.62 |
| Skok do výšky                  | Tomáš Janků 230                                                               | Jan Janků 222                                                             | Milan Čermák 215                                                              |
| Skok o tyči                    | Martin Kysela 550                                                             | Petr Špaček 540                                                           | Štěpán Janáček 530                                                            |
| Skok daleký                    | Milan Kovář 789                                                               | Roman Šebrle 779                                                          | Roman Orlík 777                                                               |
| Trojskok                       | Martin Sýkora 15.47                                                           | David Honzík 15.14                                                        | Josef Marek 15.04                                                             |
| Vrh koulí                      | Miroslav Menc 20.09                                                           | Petr Stehlík 18.30                                                        | Richard Navara 17.04                                                          |
| Sedmiboj Praha 30.1 – 1.2.1998 | Roman Šebrle 6132 bodů                                                        | Tomáš Dvořák 5671 bodů                                                    | Jiří Ryba 5648 bodů                                                           |

### Ženy
| Soutěž                        | Zlato                                                                                 | Stříbro                                                                               | Bronz                                                                                    |
| 60 m                          | Zdeňka Mušínská 7.55                                                                  | Pavlína Dlouhá 7.57                                                                   | Gabriela Švecová 7.62                                                                    |
| 200 m                         | Hana Benešová 23.61                                                                   | Zuzana Peichlová 25.34                                                                | Lenka Ostravská 25.37                                                                    |
| 400 m                         | Jitka Burianová 54.19                                                                 | Martina Morawska 55.73                                                                | Denisa Glozarová 56.80                                                                   |
| 800 m                         | Ludmila Formanová 2:00.69                                                             | Eva Kasalová 2:01.88                                                                  | Michaela Nová 2:09.07                                                                    |
| 1500 m                        | Michaela Kutišová 4:22.40                                                             | Jana Biolková 4:24.14                                                                 | Lenka Švaňhalová 4:27.29                                                                 |
| 3000 m                        | Andrea Šuldesová 9:09.98                                                              | Helena Volná 9:46.28                                                                  | Petra Drajzajtlová 9:52.96                                                               |
| 60 m př.                      | Andrea Novotná 8.31                                                                   | Nikola Špinová 8.36                                                                   | Helena Vinařová 8.56                                                                     |
| 4 × 200 m                     | Zuzana Peichlová Martina Morawska Kateřina Nekolná Gabriela Švecová USK Praha 1:40.98 | Martina Blažková Andrea Votočková Dagmar Votočková Lucie Hošková Slavia Praha 1:42.39 | Petra Smržová Klára Dubská Edita Švarcová Dana Vaňková Sokol SŠ České Budějovice 1:43.82 |
| Skok do výšky                 | Zuzana Kováčiková 187                                                                 | Inge Janků 187                                                                        | Romana Bělocká 184                                                                       |
| Skok o tyči                   | Daniela Bártová 443                                                                   | Šárka Mládková 400                                                                    | Pavla Hamáčková 390                                                                      |
| Skok daleký                   | Jana Fáberová 622                                                                     | Martina Žabková 618                                                                   | Helena Vinařová 601                                                                      |
| Trojskok                      | Šárka Kašpárková 14.75                                                                | Eva Doležalová 12.96                                                                  | Magdaléna Nedvědová 12.65                                                                |
| Vrh koulí                     | Zdeňka Šilhavá 15.72                                                                  | Lucie Vrbenská 15.46                                                                  | Jitka Svatošová 15.24                                                                    |
| Pětiboj Praha 30.1 – 1.2.1998 | Helena Vinařová 4297 bodů                                                             | Jana Klečková 4206 bodů                                                               | Michaela Hejnová 3940 bodů                                                               |